# Кизилжар (Каратальський район)
Кизилжа́р (каз. Қызылжар) — село у складі Каратальського району Жетисуської області Казахстану. Входить до складу Єскельдинського сільського округу.
У радянські часи село називалося Дзержинське.
Населення — 928 осіб (2021; 1116 у 2009, 1044 у 1999, 1084 у 1989).